# Euxoa quinquelinea
Euxoa quinquelinea är en fjärilsart som beskrevs av Smith 1890. Euxoa quinquelinea ingår i släktet Euxoa och familjen nattflyn. Inga underarter finns listade i Catalogue of Life.